# Úvozová cesta

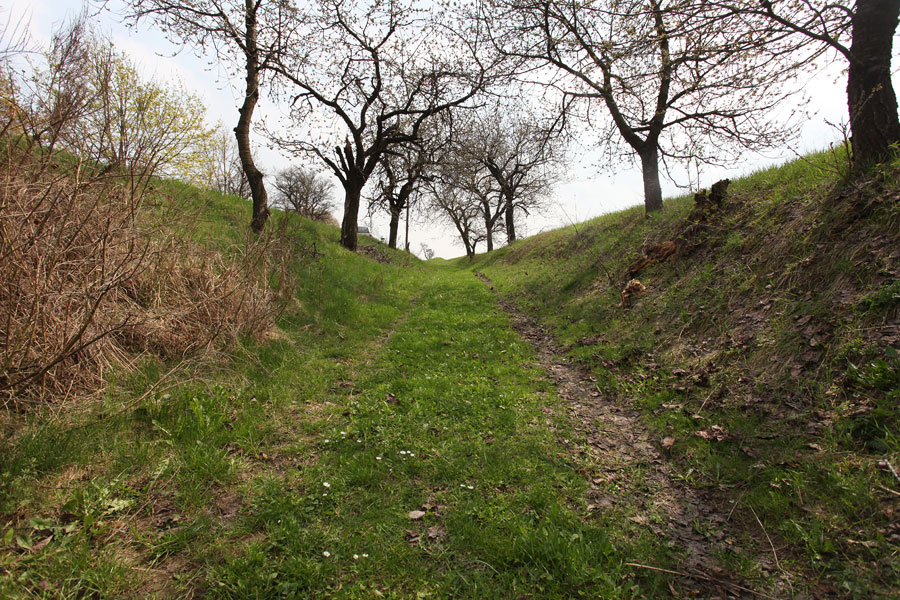
Úvozová cesta na kraji obce Svatbín

Úvoz (nářečně ouvoz) nebo úvozová cesta je označení pro cestu, která se zařezává do terénu. Úvozové cesty obvykle bývají staré cesty a v dnešní době se v Evropě vyskytují už jen nesouvisle. Mohou být kolové, tedy dost široké, aby jimi projel vůz s nákladem, ale existují i tak úzké, kde by projel pouze kůň či jiné tažné zvíře. Úvozy někdy jsou totožné s trvalými vodotečemi či místy nárazového či sezonního stoku vody, což může přispět prohloubení úvozu vodní erozí.
Zahloubení úvozových cest může být od několika centimetrů až po metry. Zanoření cesty do terénu mohlo poskytovat cestujícím ochranu před nepřízní počasí, ale i ukrytí před lupiči.
Některé úvozové cesty byly později zpevněny štěrkem, vydlážděny nebo vyasfaltovány. V mnoha městech a obcích se jejich někdejší existence dochovala v místních názvech ulic (Úvoz, Na Úvoze, Nad Úvozem, Dolní úvoz atd.) Většina jich však zůstává ukryta v krajině, neboť jsou nevhodné pro silniční provoz.